# 三好為三
三好 為三（みよし いさん）は、戦国時代から江戸時代前期の武将、旗本。一般には政勝と呼ばれているが実名は不明。三好氏傍流の三好政長の子で、摂津榎並城主。兄は三好宗渭。

## 名前に関して
為三の実名については諸説あるが、決定的なものはない。『寛政重修諸家譜』によれば、名は一任（まさとう）とされるが、実際には出家後の名を一任斎為三と称している。また、名を政勝とする系図・資料も多いが、この名は兄・三好宗渭の実名であり、兄弟の実名が混同されてしまっているという指摘がある。なお、宗渭は一般には「三好政康」と呼ばれているが、一次史料などで「政康」の名は全く見えない。

## 生涯
天文5年（1536年）、三好政長の子として誕生。
史料上での三好為三の初出は、元亀元年（1570年）8月2日付大山崎惣中への安堵状である。それまでの動向は不明な部分が多いが、父・政長が江口の戦いで討死して以来、兄である三好政勝（宗渭）と行動を共にしたと思われる。
やがて、織田信長が上洛してくると、三好三人衆や三好康長らと共に和泉国の織田方の城を落したり、室町幕府の第15代将軍・足利義昭を本圀寺に攻めたり（本圀寺の変）と反信長戦線に加わった。織田軍に敗れ一旦阿波に退却し、宗渭の死後はその家督を継いだ。
元亀元年（1570年）7月、為三は渡海し、中島天満森に着陣、野田・福島の戦いに参戦したが、前述の安堵状を出した直後の同月8月28日には信長に降伏を申し出て、続く比叡山攻囲戦には織田軍に加わって戦っている（『信長公記』『尋憲記』）。これにより、信長から9月20日に摂津国豊島郡をあてがわれた（『寛政重修諸家譜』）が、元亀2年（1572年）6月に伊丹親興の領地との交換で旧領榎並を回復した（『福地源一郎氏文書』）。
ところが、元亀3年（1572年）には松永久秀・三好義継と細川昭元の抗争の中で、松永方に属して信長が庇護していた昭元を攻めている（『永禄以来年代記』）。この記録を最後に、しばらく史料上からは姿を消す。なお、それまで行動を共にしてきた香西長信は、本願寺に味方して天正3年（1575年）に戦死しているが（『信長公記』）、本願寺側の中に為三の名前はない。
本能寺の変後に豊臣秀吉に仕えたとされ、次に史料に登場するのは天正20年（1592年）の文禄の役に際して、肥前名護屋城の本丸番衆を務める馬廻の「三好為三」としてである（『太閤記』）。秀吉の死後は、慶長5年（1600年）より徳川家康に仕え、関ヶ原の戦いでは東軍の徳川秀忠率いる軍の一員として西軍の真田昌幸、信繁父子が籠る信濃上田城攻め（上田合戦）に加わっている。その後は旗本として1,400石余を加増され（『寛政重修諸家譜』）、河内三郡の内で2,020石を領した。
その後、慶長9年（1604年）に因幡守に任官し、大坂の陣にも出陣し、戦場であった河内の案内に功績があったとして表彰され、鷹狩の許可を得た上、茶器を与えられるなど厚遇されたといわれるが、恐らく息子であろう（系図上では為三は因幡守となっているが、天野忠幸によれば因幡守は為三の息子であるとする）。また、為三は秀忠の御咄衆となった。
寛永8年（1632年）12月10日、為三は96歳で死去した。

## 人物
為三は、真田十勇士の1人・三好伊三入道のモデルとされている。姓名が一致こそするものの、為三自身は真田氏とは関係はない。また、真田信繁の側室隆清院は、三好康長の養子となった三好信吉（豊臣秀次）の娘とされているが、為三とは何の関係もない。